# Роветацо II
Роветацо II је насеље у Италији у округу Катанија, региону Сицилија.
Према процени из 2011. у насељу је живело 24 становника. Насеље се налази на надморској висини од 139 м.